# Хмара Ігор Олександрович
Хмара Ігор Олександрович (нар. 18 березня 1990) — український спортсмен, академічний веслувальник, срібний призер літньої Універсіади у Казані.

## Біографія
У 2009 році дебютував на чемпіонаті Європи, де з Валерієм Чикириндою посів десяте місце у двійках парних легкої ваги.
З 2010 по 2012 рік виступав за збірну Азербайджану. Його партнером по екіпажу був Джавід Афандієв.
У 2012 році повернувся у збірну України, сформуваши екіпаж із Станіславом Ковальовим.
На літній Універсіаді, яка проходила з 6-о по 17-е липня у Казані, Ігор предсталяв Україну в академічному веслуванні у дисципліні двійка парна легка вага. та завоював срібну нагороду разом із Станіславом Ковальовим.
У попередніх запливах вони посіли друге місце (7:04.18) пропустивши вперед команду з Австрії. Друге місце дозволило змагатись у втішному запливі за вихід до фіналу. Там українці показали перший час (6:48.60), що дозволило вийти до фіналу. У фіналі наша команда ще покращила результат до 6:43.11, але цей час дозволилив посісти лише друге місце. Чемпіонами стали австрійці (6:40.37), бронзові нагороди у італійців (6:45.49).
Через два роки, на Універсіаді в Кванджу, також виграв срібну медаль.
У 2021 році його екіпаж з Станіславом Ковальовим виграв кваліфікаційну регату на Олімпійські ігри. Цей екіпаж став єдиним українським екіпажем, який пройшов кваліфікацію. На Олімпійських іграх спортсмени посіли третє місце у фінал B, та у підсумку стали дев'ятими.
У 2022 році здобув найбільше досягнення у кар'єрі, ставши бронзовим призером чемпіонату світу.

## Спортивні результати
| Рік  | Змагання                                                  | Місце проведення                 | LM1x      | LM1x  | LM2x      | LM2x  | LM4x      | LM4x  | M1x       | M1x   | M4x       | M4x   |
| Рік  | Змагання                                                  | Місце проведення                 | Результат | Місце | Результат | Місце | Результат | Місце | Результат | Місце | Результат | Місце |
| ---- | --------------------------------------------------------- | -------------------------------- | --------- | ----- | --------- | ----- | --------- | ----- | --------- | ----- | --------- | ----- |
| 2007 | Чемпіонат світу серед юніорів                             | Пекін, Китай                     | Н/Д       | Н/Д   | Н/Д       | Н/Д   | Н/Д       | Н/Д   | Н/Д       | Н/Д   | 6:06.55   | 7     |
| 2008 | Чемпіонат світу серед юніорів                             | Оттенсхайм, Австрія              | Н/Д       | Н/Д   | Н/Д       | Н/Д   | Н/Д       | Н/Д   | 7:25.52   | 9     | Н/Д       | Н/Д   |
| 2009 | Чемпіонат світу серед молоді                              | Рачице, Чехія                    | 7:05.72   | 8     | Н/Д       | Н/Д   | Н/Д       | Н/Д   | Н/Д       | Н/Д   | Н/Д       | Н/Д   |
| 2009 | Чемпіонат Європи                                          | Берестя, Білорусь                | Н/Д       | Н/Д   | 6:47.36   | 10    | Н/Д       | Н/Д   | Н/Д       | Н/Д   | Н/Д       | Н/Д   |
| 2010 | Кубок світу II                                            | Обершляйсгайм, Німеччина         | 7:36.67   | 19    | Н/Д       | Н/Д   | Н/Д       | Н/Д   | Н/Д       | Н/Д   | Н/Д       | Н/Д   |
| 2010 | Чемпіонат світу серед молоді                              | Берестя, Білорусь                | Н/Д       | Н/Д   | 6:57.44   | 6     | Н/Д       | Н/Д   | Н/Д       | Н/Д   | Н/Д       | Н/Д   |
| 2010 | Чемпіонат Європи                                          | Монтемор-у-Велю, Португалія      | Н/Д       | Н/Д   | 6:56.45   | 16    | Н/Д       | Н/Д   | Н/Д       | Н/Д   | Н/Д       | Н/Д   |
| 2011 | Кубок світу I                                             | Обершляйсгайм, Німеччина         | Н/Д       | Н/Д   | 6:40.48   | 21    | Н/Д       | Н/Д   | Н/Д       | Н/Д   | Н/Д       | Н/Д   |
| 2012 | Чемпіонат світу серед молоді                              | Гальве, Литва                    | 7:33.98   | 6     | Н/Д       | Н/Д   | Н/Д       | Н/Д   | Н/Д       | Н/Д   | Н/Д       | Н/Д   |
| 2012 | Чемпіонат Європи                                          | Варезе, Італія                   | Н/Д       | Н/Д   | 6:32.66   | 6     | Н/Д       | Н/Д   | Н/Д       | Н/Д   | Н/Д       | Н/Д   |
| 2013 | Чемпіонат Європи                                          | Севілья, Іспанія                 | Н/Д       | Н/Д   | 7:02.43   | 10    | Н/Д       | Н/Д   | Н/Д       | Н/Д   | Н/Д       | Н/Д   |
| 2013 | Чемпіонат світу                                           | Чхунджу, Південна Корея          | Н/Д       | Н/Д   | 6:40.56   | 10    | Н/Д       | Н/Д   | Н/Д       | Н/Д   | Н/Д       | Н/Д   |
| 2014 | Чемпіонат Європи                                          | Белград, Сербія                  | Н/Д       | Н/Д   | 6:29.08   | 13    | Н/Д       | Н/Д   | Н/Д       | Н/Д   | Н/Д       | Н/Д   |
| 2014 | Чемпіонат світу                                           | Амстердам, Нідерланди            | Н/Д       | Н/Д   | 6:20.36   | 14    | Н/Д       | Н/Д   | Н/Д       | Н/Д   | Н/Д       | Н/Д   |
| 2015 | Чемпіонат Європи                                          | Познань, Польща                  | 7:11.01   | 6     | Н/Д       | Н/Д   | Н/Д       | Н/Д   | Н/Д       | Н/Д   | Н/Д       | Н/Д   |
| 2015 | Чемпіонат світу                                           | Егбелетт-ле-Лак, Франція         | Н/Д       | Н/Д   | 6:38.50   | 19    | Н/Д       | Н/Д   | Н/Д       | Н/Д   | Н/Д       | Н/Д   |
| 2016 | Чемпіонат Європи                                          | Бранденбург-на-Гафелі, Німеччина | Н/Д       | Н/Д   | 6:50.21   | 9     | Н/Д       | Н/Д   | Н/Д       | Н/Д   | Н/Д       | Н/Д   |
| 2016 | Європейська та фінальна олімпійська кваліфікаційна регата | Люцерн, Швейцарія                | Н/Д       | Н/Д   | 6:34.31   | 7     | Н/Д       | Н/Д   | Н/Д       | Н/Д   | Н/Д       | Н/Д   |
| 2016 | Чемпіонат світу                                           | Роттердам, Нідерланди            | Н/Д       | Н/Д   | Н/Д       | Н/Д   | 6:28.63   | 4     | Н/Д       | Н/Д   | Н/Д       | Н/Д   |
| 2017 | Чемпіонат Європи                                          | Рачице, Чехія                    | Н/Д       | Н/Д   | 6:28.45   | 11    | Н/Д       | Н/Д   | Н/Д       | Н/Д   | Н/Д       | Н/Д   |
| 2017 | Чемпіонат світу                                           | Сарасота, США                    | Н/Д       | Н/Д   | 6:23.03   | 9     | Н/Д       | Н/Д   | Н/Д       | Н/Д   | Н/Д       | Н/Д   |
| 2018 | Кубок світу II                                            | Оттенсхайм, Австрія              | Н/Д       | Н/Д   | 6:27.91   | 11    | Н/Д       | Н/Д   | Н/Д       | Н/Д   | Н/Д       | Н/Д   |
| 2018 | Чемпіонат Європи                                          | Глазго, Шотландія                | Н/Д       | Н/Д   | 6:28.42   | 6     | Н/Д       | Н/Д   | Н/Д       | Н/Д   | Н/Д       | Н/Д   |
| 2018 | Чемпіонат світу                                           | Пловдив, Болгарія                | Н/Д       | Н/Д   | 6:25.72   | 10    | Н/Д       | Н/Д   | Н/Д       | Н/Д   | Н/Д       | Н/Д   |
| 2019 | Чемпіонат Європи                                          | Люцерн, Швейцарія                | Н/Д       | Н/Д   | 6:33.55   | 16    | Н/Д       | Н/Д   | Н/Д       | Н/Д   | Н/Д       | Н/Д   |
| 2019 | Чемпіонат світу                                           | Оттенсхайм, Австрія              | Н/Д       | Н/Д   | 6:29.85   | 20    | Н/Д       | Н/Д   | Н/Д       | Н/Д   | Н/Д       | Н/Д   |
| 2020 | Чемпіонат Європи                                          | Познань, Польща                  | Н/Д       | Н/Д   | 6:33.57   | 6     | Н/Д       | Н/Д   | Н/Д       | Н/Д   | Н/Д       | Н/Д   |
| 2021 | Чемпіонат Європи                                          | Варезе, Італія                   | Н/Д       | Н/Д   | 6:28.72   | 6     | Н/Д       | Н/Д   | Н/Д       | Н/Д   | Н/Д       | Н/Д   |
| 2021 | Європейська олімпійська кваліфікаційна регата             | Варезе, Італія                   | Н/Д       | Н/Д   | 6:23.70   | 1     | Н/Д       | Н/Д   | Н/Д       | Н/Д   | Н/Д       | Н/Д   |
| 2021 | Олімпійські ігри                                          | Токіо, Японія                    | Н/Д       | Н/Д   | 6:16.92   | 9     | Н/Д       | Н/Д   | Н/Д       | Н/Д   | Н/Д       | Н/Д   |
| 2022 | Кубок світу I                                             | Белград, Сербія                  | Н/Д       | Н/Д   | 6:24.44   | 5     | Н/Д       | Н/Д   | Н/Д       | Н/Д   | Н/Д       | Н/Д   |
| 2022 | Кубок світу II                                            | Познань, Польща                  | Н/Д       | Н/Д   | 6:30.24   | 6     | Н/Д       | Н/Д   | Н/Д       | Н/Д   | Н/Д       | Н/Д   |
| 2022 | Чемпіонат Європи                                          | Мюнхен, Німеччина                | Н/Д       | Н/Д   | 6:55.54   | 6     | Н/Д       | Н/Д   | Н/Д       | Н/Д   | Н/Д       | Н/Д   |
| 2022 | Чемпіонат світу                                           | Рачице, Чехія                    | Н/Д       | Н/Д   | 6:19.53   | 3     | Н/Д       | Н/Д   | Н/Д       | Н/Д   | Н/Д       | Н/Д   |
| 2023 | Чемпіонат Європи                                          | Блед, Словенія                   | Н/Д       | Н/Д   | 6:20.80   | 5     | Н/Д       | Н/Д   | Н/Д       | Н/Д   | Н/Д       | Н/Д   |

## Державні нагороди
- Орден Данила Галицького (25 липня 2013) — за досягнення високих спортивних результатів на XXVII Всесвітній літній Універсіаді в Казані, виявлені самовідданість та волю до перемоги, піднесення міжнародного авторитету України[5]